# The Failure (film 1917)
The Failure è un film muto del 1917 scritto, interpretato e diretto da Henry Edwards.

## Produzione
Il film fu prodotto dalla Hepworth.

## Distribuzione
Distribuito dalla Butcher's Film Service, il film uscì nelle sale cinematografiche britanniche nell'agosto 1917.